# مورا (آنگارا)
مورا (روسی: Мура) یک رودخانه در سرزمین کراسنویارسک کشور روسیه است.